# 272 Антония
272 Антония (272 Antonia) е астероид от главния астероиден пояс, открит на 4 февруари 1888 г. от Огюст Шарлуа в обсерваторията в Ница.
Антония има диаметър от 26,87 км и се движи за 4,64 години около Слънцето. Периодът на въртене на астероида около собствената му ос е 3,85 часа.